# Orió (constel·lació)
Orió o El Caçador (Orion) és una constel·lació prominent situada a l'equador celeste i, per tant, és visible des de qualsevol lloc del món. És una de les constel·lacions més grans i brillants, i una de les que es reconeixen més fàcilment. El nom es refereix a Orió, un caçador de la mitologia grega. Segons aquesta mitologia, Orió es troba al costat del riu Eridanus (Eridà) amb els dos gossos caçadors: el Ca Major i el Ca Menor, barallant-se amb Taurus (Taure), el Toro. Altres preses com Lepus, la Llebre, també en són a prop. Les estrelles més brillants d'Orió són estrelles supergegants: la gegant vermella Betelgeuse (Alpha Orionis) i la gegant blanc-blava Rigel (Beta Orionis).

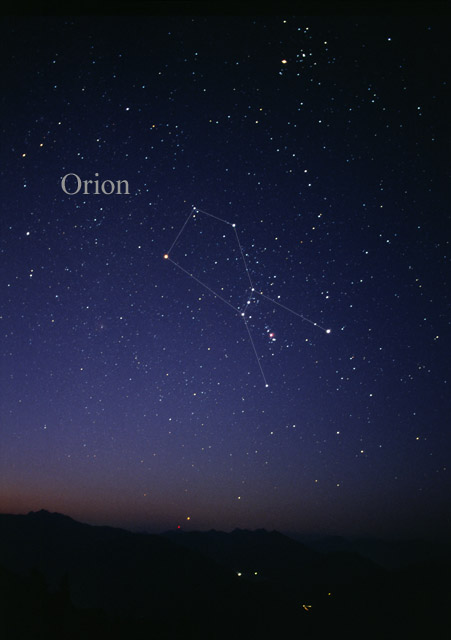
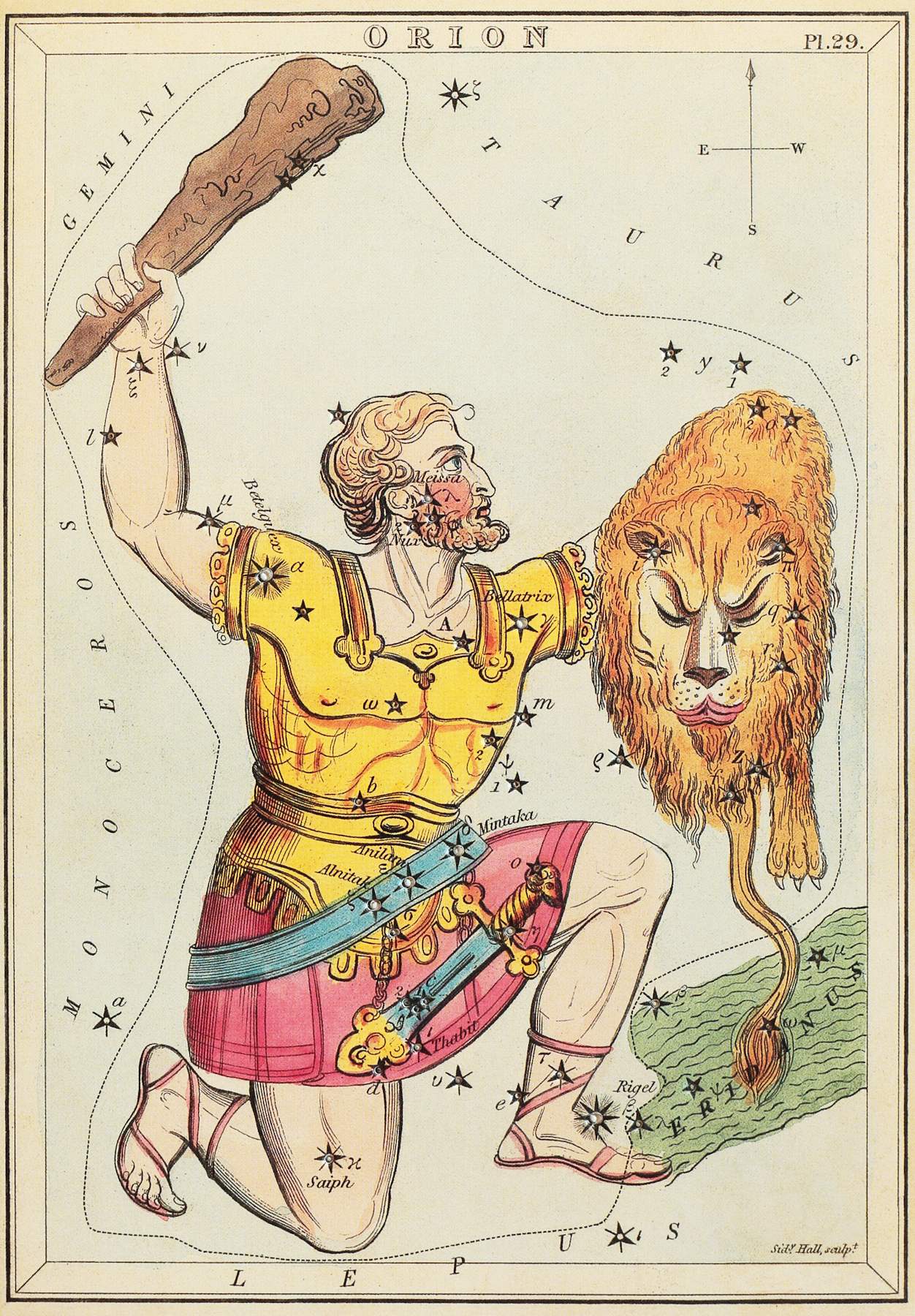

La visibilitat d'Orió sol ser òptima en el cel de vespre de gener a març (hivern a l'hemisferi nord; estiu a l'hemisferi sud). En zones tropicals a menys de 8º de l'equador, la constel·lació transita pel zenit.

## Característiques notables
La constel·lació d'Orió està envoltada al nord-oest per Taurus (Taure), al sud-oest per Eridanus (Eridà), al sud per Lepus (Llebre), a l'est per Monoceros (Unicorn) i al nord-est per Gemini (Bessons). Orió cobreix 594 graus quadrats del cel i amb aquesta mida és la vint-i-sisena constel·lació de les 88 constel·lacions reconegudes. Els límits de la constel·lació, definits per Eugène Delporte el 1930, venen definits per un polígon de 26 costats. En el sistema de coordenades equatorials, l'ascensió recta d'aquests límits s'estableix entre 04h 43.4m i 06h 25.5m, i les coordenades de declinació entre 22.87° i -10.97º. L'abreviatura de tres lletres d'aquesta constel·lació, establerta per la Unió Astronòmica Internacional el 1922, és «Ori».
La constel·lació és extremadament rica en estels brillants i objectes de l'espai profund. Aquests són alguns dels seus estels:
- Heka (o Meissa) (λ) és el cap d'Orió.
- Betelgeuse (α), és l'espatlla dreta, és un estel roig supergegant de tipus M, d'un diàmetre equivalent a 887 vegades el del Sol, més gran que l'òrbita del planeta Venus. El títol d'estel-α se li va donar equivocadament; s'hauria d'haver donat a Rigel, que és una mica més brillant. És una estrella variable semiregular .
- Bellatrix (γ), «dona guerrera», és a l'espatlla esquerra d'Orió. És un estel gegant de tipus B.
- Alnitak, Alnilam i Mintaka (ζ, ε i δ) formen l'asterisme conegut com a cinturó d'Orió: tres estels brillants en línia pels quals es pot reconèixer Orió, conegut popularment a Mallorca com Les Tres Maries i també Deiols (diminutiu de Déu).[2] A Catalunya es coneixen com a Tres Reis o bordons.[2]
- Saiph (κ) és el genoll dret d'Orió.
- Rigel (β), al genoll esquerre de la constel·lació, és un gran estel supergegant blau de tipus B, dels més brillants del cel. Té tres companys, difícils de veure.

Els set estels més brillants d'Orió formen un patró en el cel, o asterisme, molt característic en forma de rellotge de sorra. Quatre estels (Rigel, Betelgeuse, Bellatrix i Saiph) formen aproximadament un rectangle en el centre del qual s'identifiquen els tres estels que formen el cinturó d'Orió: Alnitak, Alnilam i Mintaka. D'aquest cinturó imaginari en baixen tres objectes astronòmics que s'interpreten en la mitologia grega com l'espasa d'Orió: els estels ι Ori, θ Ori i la nebulosa d'Orió (M42). L'estel ι Ori es coneix en la tradició àrab com a Nair as-Saif «el més brillant de l'espasa».
| Nom            | Magnitud aparent      | Distància aproximada (anys llum) | Radi (R☉) |
| -------------- | --------------------- | -------------------------------- | --------- |
| Betelgeuse     | 0,0–1,3               | 643                              | 887       |
| Rigel          | 0,05–0,18             | 860                              | 78,9      |
| Bellatrix      | 1,659–1,64            | 250                              | 5,75      |
| Mintaka        | 2,23 (3,2/3,3)        | 1.200                            | 16,5      |
| Alnilam        | 1,64–1,74             | 2.000                            | 42        |
| Alnitak        | 1,77 (2,08/4,28/4,01) | 1.260                            | 20        |
| Saiph          | 2,09                  | 650                              | 22,2      |
| Hekla (Meissa) | 3,33                  | 1.100                            | 10,0      |

Els estels principals d'Orió són tots molt semblants en edat i característiques físiques: podrien tenir un origen comú. Betelgeuse n'és una excepció, de tota manera.

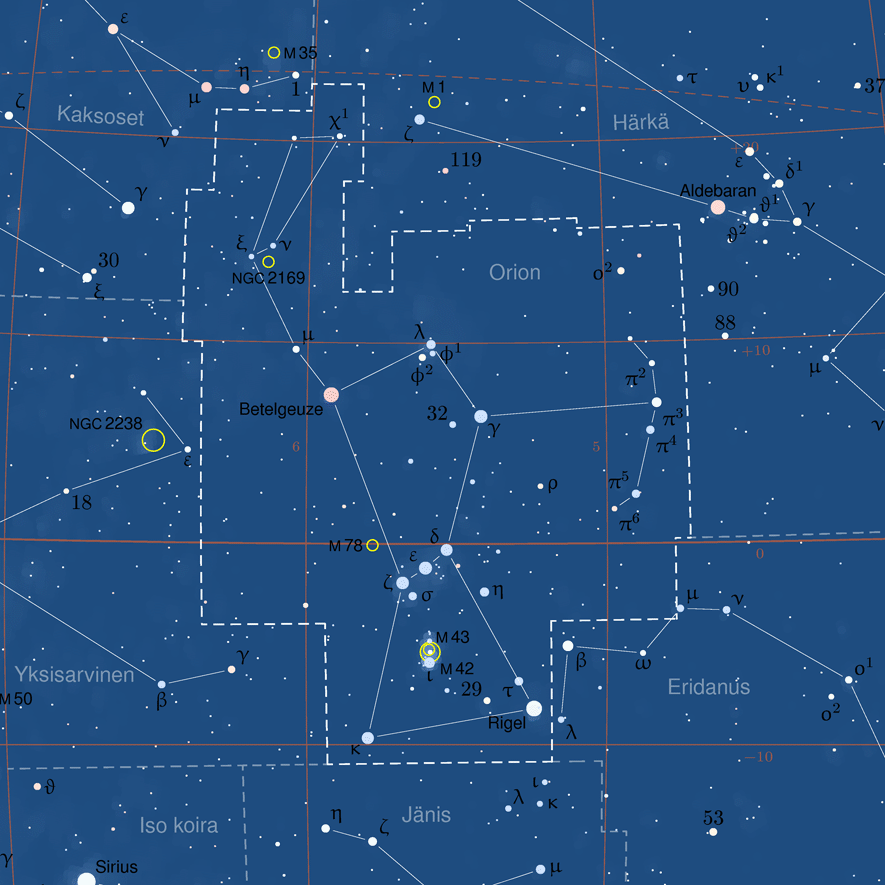
Orió
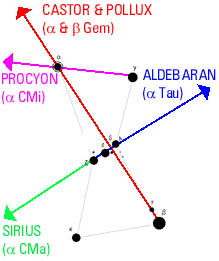
Orientació amb Orió

Orió és molt útil per a trobar altres estels. Estenent la línia del cinturó cap al sud-est, es pot trobar Sírius (α Canis Majoris); cap al nord-oest, Aldebaran, α Tauri. La línia dirigida cap a l'est per les dues espatlles indica la direcció de Proció, α Canis Minoris. Una línia de Rigel a Betelgeuse indica a Càstor i Pòl·lux, α i β de Geminorum. A més, Rigel forma part de l'asterisme de l'Hexàgon hivernal. Sírius i Proció formen part també del Triangle hivernal i del Cercle d'Hivern.

## Objectes de l'espai profund notables

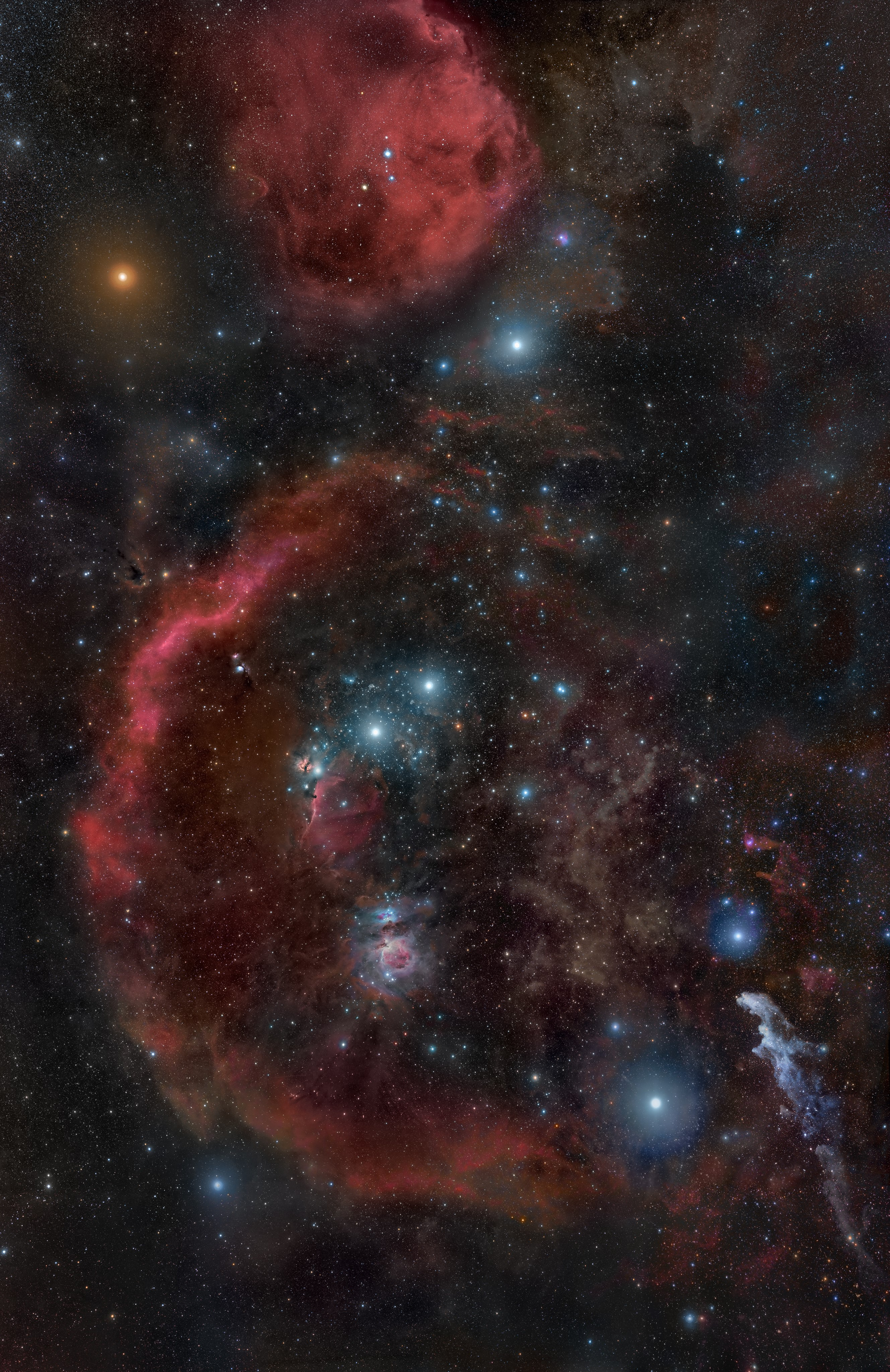
Nebuloses de la constel·lació d'Orió

Penjant del cinturó d'Orió està la seva espasa, que consisteix en els estels múltiples θ1 and θ2 Orionis, anomenades Trapezi i la propera nebulosa d'Orió (M42). És un objecte espectacular que a ull nu ja es pot veure que no és un estel; amb binocles, s'observen núvols de gas lluminós, estels joves i pols. El clúster del Trapezi inclou moltes estrelles joves, entre les quals nanes marró que se situen a una distància de 1.500 anys llum.
Una altra nebulosa famosa és IC 434, el Cap de Cavall, prop de ζ Orionis. Conté un núvol de pols obscura la forma del qual dona nom a la nebulosa.
A més d'aquestes nebuloses, l'observació d'Orió amb un telescopi petit revelarà un tresor d'objectes de l'espai profund interessants. Tot aquest conjunt de nebuloses formen part del complex de núvols moleculars d'Orió que és una regió de l'espai situada a 1.500 anys llum aproximadament, amb una elevada taxa de formació d'estels.

## Història
Sent un conjunt d'estels tan brillants, Orió és reconeguda per moltes civilitzacions antigues, amb moltes imatges diferents. La representació més antiga de la constel·lació d'Orió seria una talla de vori de mamut trobada en una cova de la vall d'Ach (regió Alb-Donau, Baden-Württemberg), a Alemanya el 1979. Els arqueòlegs que en feren l'estudi estimen l'edat d'aquesta troballa en 32.000 - 35.000 anys, corresponent al període Aurinyacià.
Els antics sumeris veien una ovella a la constel·lació. En els catàlegs d'estrelles babilonis s'identifica Orió amb el nom 'MULSIPA.ZI.AN.NA' (on MUL és el determinatiu d'estrella), que es pot traduir com a Pastor Celestial o el Veritable Pastor d'Anu (en la religió babilònica, Anu era el déu més important del cel). A l'antic Egipte, les estrelles d'Orió eren considerades com el déu Sah. En el decurs de l'any, Orió es fa visible abans que Sírius, l'estrella que era la base del calendari solar egipci. El déu Sah (Orió) estava estretament relacionat amb Sopdet, la deessa que personificava Sírius. El déu Sopdu era el fill de Sah i Sopdet. Sah era vist com a equivalent a Osiris (sincretisme) i Sopdet era la seva esposa, Isis. Segons els textos de les Piràmides dels segles xxiv–xxiii aC, Sah és un dels molts déus en què es pot transformar el faraó després de la seva mort. Els estels es consideraven un tribut al Déu de la llum, Osiris pels antics egipcis.
Els Armenis identificaven llur patriarca llegendari i fundador Haik amb Orió, La traducció armènia de la Bíblia també empra el mot Haik per referir-se a la constel·lació d'Orió.
La Bíblia esmenta Orió tres cops amb el nom de «Kesil» (כסיל), literalment El Boig, encara que el nom sembla més aviat relacionat etimològicament amb «Kislev», el nom del novè mes del calendari hebreu (corresponen a novembre–desembre). «Kislev» seria una derivació de l'arrel hebrea K-S-L que trobem en paraules com «kesel», «kisla» (כֵּסֶל, כִּסְלָה, esperança, positivitat), en el sentit d'esperança que les pluges hivernals arribin.
Els arameus anomenaven aquesta constel·lació Nephîlā′, i els Nephilim es consideren descendents d'Orió.
En l'antiguitat grecoromana Orió és un caçador gegant amb força sobrenatural, fill d'Euríale, una Gorgona, i Posidó (Neptú, déu del mar). La constel·lació s'esmenta en les Odes d'Horaci, en l'Odissea i la Ilíada d'Homer i en l'Eneida de Virgili.
En l'astronomia àrab medieval Orió era conegut com al-jabbar «el gegant». La sisena estrella més brillant d'Orió es coneix com a Saiph «espasa» de l'expressió àrab saif al-jabbar «l'espasa del gegant».
A l'antiga Xina, Orió és un dels 28 zodíacs Xiu (宿). Coneguda com a Shen (參), que vol dir literalment 'tres', rep el nom probablement pels tres estels del cinturó d'Orió (Vegeu constel·lacions xineses).
En la tradició índia el Rig Veda es refereix a la constel·lació d'Orió com a Mriga («el cérvol»). En una altra visió, es considera Orió el ballarí còsmic Nataraja (una personificació de Xiva).
En les diferents tradicions folklòriques europees retrobem la figura de la constel·lació d'Orió com a caçador, però també com a segador. Per exemple, Orió es considera un arquer màgic (Íjász) o un segador (Kaszás) en tradicions antigues hongareses. També se l'anomena Nimród, el gran caçador, para dels bessons Hunor i Magor, ancestres llegendaris de les tribus magiars. El folklore popular hongarès anomena «pal de jutge» (Bírópálca) el cinturó d'Orió. La tradició escandinava, en canvi, hi veu una filosa, en el cinturó d'Orió: la filosa de la deessa Frigg or Freyja. Els finesos anomenen el cinturó d'Orió i les estrelles per sota seu Väinämöisen viikate («dalla de Väinämöinen»), però també hi veuen el cinturó de Väinämöinen (Väinämöisen vyö) i l'espasa de Kaleva (Kalevanmiekka). Popularment, a la costa de Llevant de Catalunya Orió es coneix com a Sant Cristo.

## Mitologia
És normal que una constel·lació tan prominent tingui més d'una versió en la mitologia grega. En una versió, Orió clama ser el caçador més gran del món. Això ho sent Hera, la dona de Zeus, i decideix enviar un escorpí rere Orió. Orió és picat a mort per l'escorpí. A Zeus li va saber greu i va posar Orió al cel. L'escorpí també va ser posat al cel: esdevingué la constel·lació Scorpius. És interessant el fet que quan una de les dues constel·lacions surt per l'horitzó, l'altra ja s'ha post. Així els rivals no es poden veure l'un a l'altre. En un altre mite s'explica la ràbia de Gaia en saber que Orió s'havia atrevit a dir que mataria tots els animals de la Terra. La deessa, enfadada, va intentar matar Orió amb un escorpí (les constel·lacions d'Orió i Escorpí no es troben mai visibles simultàniament). Però Ophichus, el Serpentari, va fer ressuscitar Orió amb un antídot.
Pot ser que el nom de la constel·lació en aquest cas precedeixi a la mitologia. S'ha suggerit que Orió ve de l'accadi Uru-anna, 'la llum del cel': passà després el nom a la mitologia grega.
La constel·lació es menciona a les odes d'Horaci, a l'Odissea i la Ilíada d'Homer i a l'Eneida de Virgili.

## Representacions

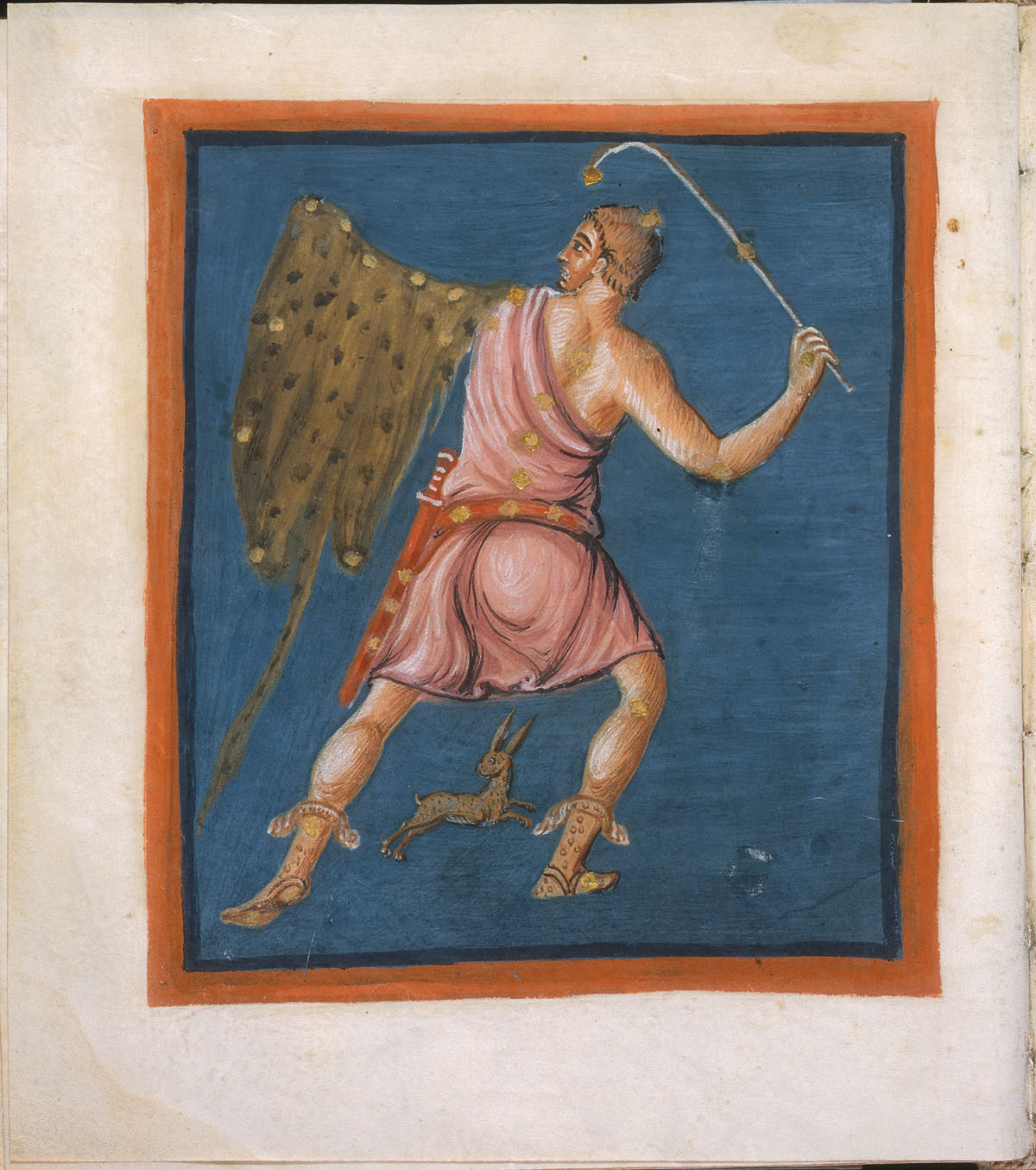
Orió al al Leiden Aratea

En les representacions artístiques, es relacionen les constel·lacions del voltant amb Orió. Per exemple, se'l representa dempeus al costat del riu Eridà amb els seus dos gossos de caça Major i Menor, lluitant contra Taure. De vegades se'l representa caçant llebres. També se'l representa amb una pell de lleó a la mà.
Hi ha maneres alternatives de visualitzar Orion. Des de l'hemisferi sud, Orió està orientat al sud cap amunt, i el cinturó i l'espasa s'anomenen de vegades cassola a Austràlia i Nova Zelanda. El cinturó d'Orió s'anomena Drie Konings (Tres Reis) o les Drie Susters (Tres germanes) pels parlants d'afrikaans a Sud-àfrica i se'ls coneix com les Trois Rois (els Tres Reis) a les Lettres de Mon Moulin de Daudet (1866).). La denominació Driekoningen (els Tres Reis) també es troba sovint a les cartes estel·lars holandeses dels segles xvii i xviii i a les guies de mariners. Les mateixes tres estrelles són conegudes a Espanya, Amèrica Llatina i Filipines com «Les Tres Maries» i «Els Tres Reis Mags» a Puerto Rico.
Fins i tot les representacions tradicionals d'Orió han variat molt. Ciceró va dibuixar Orió d'una manera similar a la representació moderna. El Caçador sostenia una pell d'animal no identificat a la mà dreta; la seva mà estava representada per Omicron 2 Orionis i la pell estava representada per les 5 estrelles designades Pi Orionis. Kappa i Beta Orionis representaven els seus genolls esquerre i dret, mentre que Eta i Lambda Leporis eren els seus peus esquerre i dret, respectivament. Com en la representació moderna, Delta, Epsilon i Zeta representaven el seu cinturó. La seva espatlla esquerra estava representada per Alpha Orionis, i Mu Orionis formava el seu braç esquerre. Lambda Orionis era el seu cap i Gamma, la seva espatlla dreta. La representació de Gai Juli Higí era semblant a la de Ciceró, encara que els dos es diferencien en algunes àrees importants. La pell d'animal de Ciceró es va convertir en l'escut d'igí (Omicron i Pi Orionis), i en lloc d'un braç marcat per Mu Orionis, porta una porra (Chi Orionis). La seva cama dreta està representada per Theta Orionis i la seva cama esquerra està representada per Lambda, Mu i Epsilon Leporis. Altres representacions d'Europa occidental i àrab han seguit aquests dos models.

## Futur
Orió es troba a l'equador celeste, però no sempre estarà així a causa dels efectes de la precessió de l'eix de la Terra. Orió es troba ben al sud de l'eclíptica, i només arriba a l'equador celeste perquè el punt de l'eclíptica que correspon al solstici de juny està a prop de la frontera de Bessons i Taure, al nord d'Orió. La precessió eventualment portarà a Orió més al sud, i cap a l'any 14.000 dC, Orió estarà prou al sud per deixar de ser visible des de la latitud de Gran Bretanya.
Més endavant, les estrelles d'Orió s'allunyaran gradualment de la constel·lació a causa del moviment propi. Tanmateix, les estrelles més brillants d'Orió es troben a una gran distància de la Terra a escala astronòmica, molt més lluny que Sírius, per exemple. Orió encara serà reconeixible molt després que la majoria de les altres constel·lacions, compostes per estrelles relativament properes, s'hagin distorsionat en noves configuracions, amb l'excepció d'algunes de les seves estrelles que eventualment esclaten com a supernoves, per exemple Betelgeuse, que es preveu que exploti en algun moment dins el proper milió d'anys.